# لاتو (خواننده)

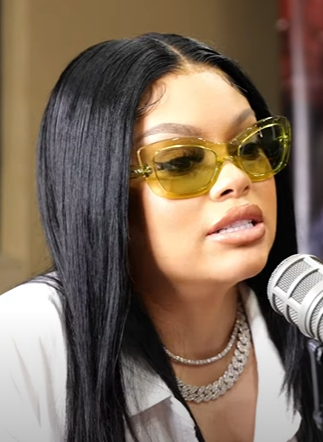

آلیسا میشل استفنز (کلمبوس، اوهایو، ایالات متحده، ۲۲ دسامبر ۱۹۹۸)، معروف به لاتو، خواننده رپ آمریکایی است که با آهنگ "Big Energy" به شهرت رسیده‌است. در سال ۲۰۲۰، او در بخش بهترین هنرمند جدید در جوایز هیپ هاپ BET نامزد شد.
او در سال ۲۰۱۶ در سریال The Rap Game به شهرت رسید، در آن سریال او به عنوان خانم مولاتو شناخته می‌شد و در فصل اول قهرمان سریال بود.